# Guàrdia Roja (Xina)
La Guàrdia Roja (xinès simplificat: 红卫兵; xinès tradicional: 紅衛兵; pinyin: hóng wèibīng), també coneguda més endavant, com la Jove Guàrdia Roja, fou un moviment de masses amb caràcter paramilitar de joves de la República Popular de la Xina durant el període de la Revolució Cultural.

## Orígens
Arran dels fracassos de la política econòmica de Mao Zedong (El Gran Salt Endavant), aquest va ser relegat del nucli del poder. Per recuperar la seva influència anterior va mobilitzar els joves durant els anys 1966 i 1967. L'estiu de 1966 joves estudiants de secundària i universitaris, amb un entusiasme revolucionari, va començar a denunciar a càrrecs considerats contrarevolucionaris mitjançant dazibaos (cartells). L'agitació es va estendre ràpidament i va començar la persecució violenta dels denominats “enemics de classe”: revisionistes, elements capitalistes i agents emboscats de Chiang Kai-shek. Humiliaven públicament els detinguts,emprant sovint la violència, arribant a provocar la mort.

## Desenvolupament
Als inicis aquest moviment social, liderat per estudiants, va ser un fenomen urbà que arribà a fàbriques i aviat es va dividir en diverses faccions (totes fomentant el “culte a la personalitat” de Mao) que van arribar a greus enfrontaments on es van arribar a utilitzar les armes. L'any 1969 la majoria de centres d'ensenyament es van tancar. De les ciutats, milions de joves activistes van passar al camp a fer feines agrícoles en comunes i on s'havien de reeducar, treballant manualment, i amb la intenció d'estudiar el pensament Mao i aprendre de les masses camperoles. Les autoritats de l'ala més moderada, veient que no n'hi havia prou amb allunyar els joves revolucionaris i davant a paràlisi del país en tots els aspectes, van decidir acabar d'una vegada amb el protagonisme de les masses radicals, amb l'ajut de l'exèrcit (que havia eliminat Lin Biao).

## Final del moviment
Els que volien acabar definitivament amb els excessos formaven dues tendències: l'encapçalada pel successor de Mao, Hua Guofeng, defensor d'un model de partit centralitzat a l'estil soviètic però sense grans canvis i una altra liderada per Deng Xiaoping, que defensava reformes en economia i un partit menys ideologitzat i més pràgmàtic. Aquesta va ser la tendència triomfadora. L'activisme, cada cop menys important, de la Guàrdia Roja s'havia perllongat fins al final de la Gran Revolució cultural Proletària (1966-1976).

## Conseqüències
La Gran Fam de la Xina (que no va ser l'única a Àsia) i el terror de la Guàrdia Roja són dues de les pàgines negres de la història del comunisme en aquest país asiàtic. Un cop va morir Mao, els components de la Banda dels Quatre van ser empresonats. La ultraesquerra del partit no només perd influència sinó que a més va ser perseguida durament. Els centres d'ensenyament tornen a funcionar intentant tornar a la normalitat (en estar clausurats, no van poder aportar enginyers, llicenciats i tècnics necessaris per al creixement del país i per mantenir un nivells de benestar mínim: hospitals sense mitjans, problemes amb el proveïments, hores de treball perdudes, etc). De rebot, van poder a estudis superiors gent amb escassa formació i amb recomanació. Tot això va provocar l'endarreriment de la Xina amb relació a altres països. Alguns dels dissidents actuals van participar en la Revolució Cultural. Durant molt de temps els ciutadans xinesos van defugir parlar d'aquells convulsos. I, encara avui, mentre els dirigents comenten que si bé Mao va cometre errors, malgrat tot, el balanç del seu lideratge, és positiu, molts joves no saben realment el que va passar. A Occident, la fascinació pels esdeveniments de la Xina i el protagonisme de les masses, va fomentar la creació de partits d'ideologia maoista rivals de la línia majoritària prosoviètica o l'eurocomunista. No només afectà l'àmbit de la política sinó també altres aspectes de la vida social com la música. Per exemple, el cantant francès Nino Ferrer va obtenir un gran èxit amb la cançó “Mao et Moa” dedicada, amb humor, als Guàrdies Rojos.

## Pel·lícules
- 活着 (xinès simplificat;pinyin: huózhe), “Viure” de Zhang Yimou (1994).
- “Xiu Xiu” de Joan Chen (1998).